# Craugastor vocalis
Craugastor vocalis är en groddjursart som först beskrevs av Taylor 1940.  Craugastor vocalis ingår i släktet Craugastor och familjen Craugastoridae. IUCN kategoriserar arten globalt som livskraftig. Inga underarter finns listade i Catalogue of Life.